# Biting Her Nails
Singles de Globe
Still Growin' Up
(1999) Tonikaku Mushō ni...
(2000)
Singles par Globe featuring Keiko
On the Way to You
(2000)
Singles par Globe featuring Marc
The Main Lord
(2000)
Singles par Globe featuring TK
Throwin' Down in the Double 0
(2000)
Biting Her Nails (écrit en minuscules : biting her nails) est le 19e single de Globe.

## Présentation
Le single, composé et coproduit par Tetsuya Komuro, sort le 15 décembre 1999 au Japon sur le label Avex Globe de la compagnie Avex, cinq mois après le précédent single du groupe, Still Growin' Up. C'est son premier single à sortir au format maxi-CD single de 12 cm de diamètre (nouvelle norme pour les singles dans ce pays) ; les précédents étaient sortis au format mini-CD de 8 cm, l'ancienne norme.
C'est aussi son premier single à ne pas se classer dans le top 10, atteignant la 13e place du classement des ventes de l'Oricon, où il reste classé pendant cinq semaines. Il se vend à plus de 50 000 exemplaires, et est alors de loin le single le moins vendu du groupe. C'est en effet un "recut single" tiré d'un album sorti précédemment, inhabituel au Japon, ce qui peut expliquer ses relatives faibles ventes.
La chanson-titre est utilisée comme thème musical dans une publicité pour la marque Sotec. Elle était en fait déjà parue trois mois auparavant sur la première compilation des singles du groupe, Cruise Record 1995-2000, dont elle était alors l'un des nouveaux titres inédits ; elle ne figurera sur aucun album original. Elle figurera par la suite sur ses compilations Globe Decade de 2005 et Complete Best Vol.1 de 2007, et sera remixée sur ses albums de remix Euro Global de 2000 et House of Globe de 2011.
Le single contient aussi sa version instrumentale, une version remixée, ainsi qu'un remix de Shock Inside My Brain (un autre des nouveaux titres parus sur Cruise Record). Le prochain single du groupe sortira six mois plus tard, mais entre-temps paraitront simultanément les trois singles en solo de chacun de ses membres (On the Way to You de Keiko, The Main Lord de Marc, Throwin' Down in the Double 0 de TK).

## Liste des titres
Les chansons sont composées et arrangées par Tetsuya Komuro, écrites par Keiko (sauf n°2) et Marc, mixées par Eddie DeLena.
| CD    | CD                                                                                | CD    | CD | CD | CD | CD | CD | CD | CD |
| No    | Titre                                                                             | Durée |    |    |    |    |    |    |    |
| ----- | --------------------------------------------------------------------------------- | ----- | -- | -- | -- | -- | -- | -- | -- |
| 1.    | Biting Her Nails (biting her nails)                                               | 4:12  |    |    |    |    |    |    |    |
| 2.    | Shock Inside My Brain - Ten Pound Mix (SHOCK INSIDE MY BRAIN - ten pound mix)     | 5:40  |    |    |    |    |    |    |    |
| 3.    | Biting Her Nails - Down to the Bone Mix (biting her nails - down to the bone mix) | 5:16  |    |    |    |    |    |    |    |
| 4.    | Biting Her Nails - Instrumental (biting her nails - instrumental)                 | 4:11  |    |    |    |    |    |    |    |
| 19:19 |                                                                                   |       |    |    |    |    |    |    |    |